# Uranienborg
Uranienborg (em sueco: Uraniborg e em português: Uraniburgo) é um observatório astronômico situado na ilha de Ven, também escrita como Hven, em Oresund, que fica entre a Dinamarca e a Suécia. Foi construído entre 1576 e 1580 pelo astrônomo dinamarquês Tycho Brahe por ordem de Frederico II.
O edifício foi dedicado à Urânia, a musa da Astronomia, e assim chamado Uranienborg, "O Castelo de Urânia". Foi o primeiro observatório construído sob encomenda. A pedra fundamental foi lançada em 8 de agosto de 1576. Tycho abandonou Uranienborg em 1597, e este foi destruído em 1601. Atualmente, o local está sendo restaurado.
O edifício principal de Uranienborg era quadrado, tendo cerca de 15 m em cada lado, e construído principalmente em tijolo vermelho. Duas torres semicirculares, cada qual no lado norte e ao sul do edifício principal, dava ao prédio uma aparência um tanto retangular. O andar principal consistia de quatro quartos, um dos quais era ocupado por Tycho e seus familiares, e as demais por astrônomos visitantes. A torre norte continha a cozinha, e a sul, a biblioteca. O segundo andar era dividido em três quartos, dois de tamanho igual e um maior. O quarto maior era reservado para visitas da realeza. Era no segundo andar que ficavam os instrumentos astronômicos principais. No terceiro andar havia um "loft", subdividido em oito quartos pequenos para os estudantes.
Rodeando Uranienborg havia uma grande muralha, que tinha 75 m de comprimento e 5.5 m de altura. Uranienborg localizava-se bem no centro do terreno, separada das muralhas por uma extensa e intrincada rede de arbustos e jardins. Além de serem bastante decorativos, os jardins proviam ervas para as experiências medicinais de Tycho. Atualmente os jardins estão sendo recriados com sementes encontradas no local ou descritas nos textos de Tycho.
Uranienborg foi um projeto extremamente caro. Estima-se que seu custo tenha sido de aproximadamente 1% de todo o orçamento do Estado durante o período de construção.
Logo após a construção, ficou claro que os instrumentos montados na torre eram facilmente abalados pelo vento, e Tycho decidiu construir um observatório em um local mais apropriado. O resultado foi Stjerneborg ("castelo das estrelas"), um sítio menor construído completamente em andar térreo e dedicado puramente a observações.
Tendo perdido apoio do novo monarca, Cristiano IV da Dinamarca, Tycho abandonou Hven em 1597 e tanto Uranieborg quanto Stjerneborg foram destruídos logo após sua morte. Stjerneborg foi objeto de escavações arqueológicas nos anos 1950, que resultaram na restauração do observatório.